# スチュアート・ラッセル

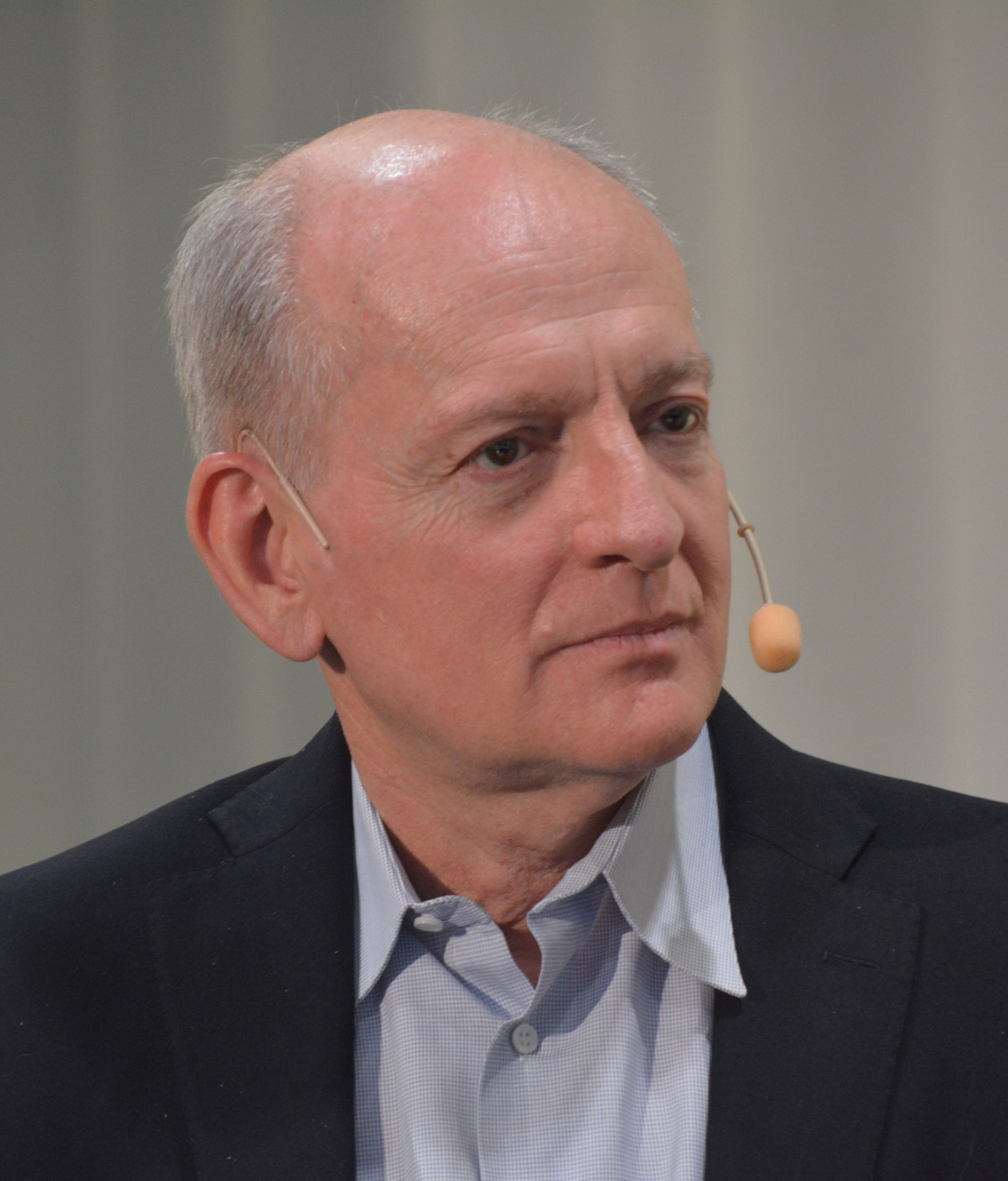
Stuart Russell (2019)

サー・スチュアート・ジョナサン・ラッセル（Sir Stuart Jonathan Russell OBE、1962年- ）は、イギリス出身の計算機科学者である。人工知能（AI）分野での貢献で知られる。

## 来歴
ポーツマス出身。カリフォルニア大学バークレー校コンピュータサイエンス学部教授で、カリフォルニア大学バークレー校人類互換人工知能センター（CHAI）の創設者であり、同センターの主導的立場にある。ピーター・ノーヴィグとの共著『エージェントアプローチ 人工知能』は同分野で最も定評のある教科書とみなされており、世界135ヶ国1500校以上の大学で採用されている。2023年アレン・ニューウェル賞受賞。

### 汎用人工知能研究への警鐘
2023年3月、ラッセルはAIの安全性について研究する非営利の研究組織 Future of Life Institute（FLI）の公開書簡に署名し、「すべてのAI研究機関がGPT-4より強力なAIシステムの訓練を少なくとも6ヶ月間直ちに一時停止する」ことを要請した。この書簡にはイーロン・マスクやスティーブ・ウォズニアックといった著名人やヨシュア・ベンジオ、ゲイリー・マーカスといったAI研究者を含む3万人以上が署名している。 2025年1月の「ニューズウィーク誌」の記事で、ラッセルは「汎用人工知能（AGI）開発競争は崖っぷちに向かう競争だといえる」と書いている。